# Resolució 392 del Consell de Seguretat de les Nacions Unides
La Resolució 392 del Consell de Seguretat de les Nacions Unides, fou aprovada el 19 de juny de 1976. Després de la matança de joves negres per part de la policia de Sud-àfrica a Soweto i altres zones, el Consell va condemnar enèrgicament al govern sud-africà per les seves mesures de repressió política contra el poble africà. També va expressar el seu xoc després del "tiroteig atropellat" dels manifestants i la simpatia amb les víctimes, que estaven demostrant contra les polítiques del Partit Nacional (Sud-àfrica). La resolució també va reafirmar que "la política de l'apartheid és un delicte contra la consciència i la dignitat de la humanitat i pertorba seriosament la pau i la seguretat internacionals" que continuava desafiant les resolucions del Consell de Seguretat i de l'Assemblea General de les Nacions Unides.
La reunió va ser cridada després de Benin, Líbia, Madagascar i Tanzània van plantejar el problema en una carta al Consell. No es van donar detalls sobre la votació, a part que la resolució es va adoptar "per consens".
La resolució 392, igual que altres anteriors, va reafirmar el dret legítim de la lliure determinació del poble sud-africà.